# Silverio Izaguirre
Marcelino Silverio Izaguirre Sorzabalbere, Silverio (ur. 31 sierpnia 1897 w San Sebastián, zm. 19 listopada 1935 tamże) – hiszpański piłkarz, napastnik. Srebrny medalista olimpijski z Antwerpii.
Jako piłkarz klubu Real Sociedad był w kadrze reprezentacji podczas igrzysk olimpijskich w 1920, gdzie Hiszpania zajęła drugie miejsce. Silverio Izaguirre wystąpił w jednym meczu turnieju. Był to zarazem jego jedyny mecz w reprezentacji.